# دایره هدف
دایره هدف، ناحیه ای است که در جلوی سلاح گرم قرار می‌گیرد که در آن سلاح گرم ممکن است برخورد کند. هرچه دایره هدف کوچکتر باشد، دقت سلاح گرم بیشتر است.